# Durian
Der Durianbaum (Durio zibethinus, thailändisch ทุเรียน, RTGS-Umschrift Thurian; malaiisch Pokok Durian Kampung), auch Zibetbaum genannt, ist eine Pflanzenart innerhalb der Familie der Malvengewächse (Malvaceae). Sie ist ursprünglich in Indonesien und Malaysia beheimatet. Heute wird sie überall in Südostasien und manchen anderen tropischen Gebieten kultiviert. Die Frucht Durian, auch Zibetfrucht genannt, wird als Obst verwendet. Hinsichtlich ihres Geschmacks und Geruchs gibt es unterschiedliche Meinungen. Einige Konsumenten schätzen sie aufgrund ihres vielschichtigen Geschmacks außerordentlich, während andere sich durch ihren Geschmack und Geruch abgestoßen fühlen.

## Beschreibung

### Erscheinungsbild und Blatt

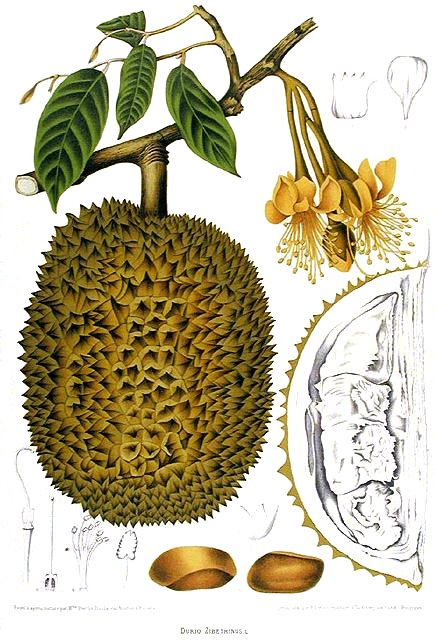
Illustration des Durianbaumes (Durio zibethinus)

Der Durianbaum wächst als immergrüner Baum, der Wuchshöhen von bis zu 40 Metern erreicht. Beste Wuchsleistungen werden auf sehr gut wasserversorgten Schwemmland- oder Lehmböden erreicht. Im Primärwald treten Durianbäume nicht bestandsbildend auf, sondern sind meist nur weit verstreut zu finden (durchschnittlich etwa 1 Baum auf 4 Hektar). Typische Merkmale sind die hervortretenden, steilen Wurzelanläufe, der schlanke, hohe Stamm und die hoch am Stamm ansetzenden, oft nahezu waagerechten, starken Äste. In Plantagen kultivierte Bäume bleiben deutlich kleiner (maximal 10 Meter) und entwickeln eine fast am Stammfuß ansetzende Krone.
Die wechselständig und zweizeilig an den Zweigen angeordneten Laubblätter sind in Blattspreite und -stiel gegliedert. Der Blattstiel ist 1,5 bis 3 cm lang. Die ledrige, einfache, eiförmige bis verkehrt-eiförmige oder elliptische und bespitzte bis zugespitzte Blattspreite ist ganzrandig. Sie ist 6 bis 25 cm lang und 2,5 bis 9 cm breit, fiedernervig mit gerundeter oder stumpfer Spreitenbasis. Die Blattoberseite ist glänzend, die Blattunterseite ist goldgelb oder silbern und meist dicht mit Schuppen bedeckt. Die 1,5 bis 2 cm langen Nebenblätter fallen früh ab.

### Blütenstand und Blüte
Drei bis dreißig Blüten stehen in zymösen Blütenständen zusammen, die sich an blattlosen Knoten (Nodien) an den Zweigen befinden. Der Blütenstiel ist 2 bis 4 cm lang.
Der hinfällige, fleischige Nebenkelch ist im knospigen Zustand geschlossen und öffnet sich mit unregelmäßigen Spalten oder ist zwei- bis dreilappig. Die unangenehm nach saurer Milch riechenden Blüten sind zwittrig und öffnen sich am späten Nachmittag für weniger als 24 Stunden. Sie sind nur im Zeitraum von etwa 17:00 Uhr nachmittags bis 6:00 Uhr morgens bestäubungsfähig. Die Blüten werden von verschiedenen Insektenarten (Honigbienen, Käfern und Fliegen) besucht, die jedoch nur zum geringeren Teil an der Bestäubung beteiligt sind. Den Hauptanteil an der Bestäubung hat der nachtaktive langrüsselige Kleine Langzungenflughund (Eonycterus spelaea), der allgemein als wichtiger Bestäuber vieler Waldbaumarten Südostasiens gilt.
Die drei bis fünf ledrigen Kelchblätter sind glockenförmig verwachsen mit ausgeweiteter Kelchbasis und vier bis sechs Kelchzipfeln. Der 2,25 bis 3 cm hohe Kelch ist außen dicht mit Schuppen bedeckt und innen dicht flaumig behaart. Es sind keine, vier bis fünf oder mehr freie Kronblätter vorhanden. Die gelb-weißen Kronblätter sind bei einer Länge von 3,5 bis 5 cm länglich-spatelförmig und am oberen Ende zurückgekrümmt. Es sind viele fertile Staubblätter vorhanden. In vier oder fünf Bündeln stehen jeweils 4 bis 18 Staubfäden zusammen, die auf einer Länge von einem Viertel bis zur Hälfte verwachsen sind. Drei bis sechs Fruchtblätter sind zu einem oberständigen, drei- bis sechskammerigen Fruchtknoten verwachsen. Jede Fruchtknotenkammer enthält einige Samenanlagen. Der Griffel ist schmal mit kopfiger Narbe.

### Genetik
Im November 2017 beschrieb ein Autorenteam aus Singapur die Entschlüsselung des kompletten Genoms von Durio zibethinus („Varietät Musang King“). Das Genom enthielt etwa 45.000 Gene (bioinformatisch berechnet), also ungefähr doppelt so viele wie das menschliche Genom, und umfasste 738 Mbp. Die genetische Analyse erbrachte auch neue Erkenntnisse über die Entstehung von Geruch und Geschmack der Durianfrucht. Mehrere Stoffwechselvorgänge, die für die Produktion von schwefelhaltigen chemischen Verbindungen (Thiolen, Disulfiden, Trisulfiden), die für den zwiebelartigen Geruch verantwortlich sind, bzw. Estern, die die süßliche, fruchtige Geruchsnote verursachen, wurden identifiziert.
| Einige Aromastoffe der Durianfrucht            |
| ---------------------------------------------- |
| (S)-2-Methylbuttersäureethylester (fruchtig)   |
| (E)-Zimtsäureethylester (Honiggeruch)          |
| 1-Propanthiol (verfault)                       |
| 3-Methyl-2-buten-1-thiol (Stinktiergeruch)     |
| 1-Ethylsulfanyl-ethanthiol (Röstzwiebelgeruch) |

### Die Durianfrucht

#### Frucht, Arillus und Samen
Etwa 90 bis 130 Tage (je nach Kulturvarietät) nach Bestäubung der Blüten sind die Früchte erntereif. Die Ernte der Früchte ist aufwändig und bisher nicht mechanisiert möglich. Erntearbeiter müssen auf den Baum klettern und den Reifegrad von Früchten anhand bestimmter Kriterien (Geruch, Farbe, Klopfschall etc.) prüfen. Die reifen Früchte werden anschließend gepflückt und in einem Korb herabgelassen. Dabei soll Bodenkontakt vermieden werden, um leichteren Verderb durch Mikroorganismen zu vermeiden. Spontan vom Baum abgefallene Früchte sind deutlich kürzer haltbar.
Die reife Frucht ist kokosnuss- bis kopfgroß und wiegt 2 bis 4 Kilogramm. Die Fruchtschale ist bei Reife hellgelb bis grünlich-gelb bzw. graugrün und trägt viele etwa einen Zentimeter lange, harte, holzige Stacheln. Die bei einer Länge von 15 bis 30 cm und einem Durchmesser von 13 bis 15 cm ellipsoide, lokulizidale Kapselfrucht ist durch relativ dicke Wände in drei bis fünf oder manchmal sechs vollkommen getrennte Kammern geteilt. Jede Fruchtkammer enthält bis zu sechs Samen, die von einem weißen bis gelblichen, dicken, fleischigen, schmierigen, stark riechenden Samenmantel (Arillus; daher der Name Stinkfrucht), der auch als Fruchtfleisch bezeichnet wird, umhüllt sind. Die Konsistenz des Fruchtfleisches ist mit faserigem Pudding vergleichbar. Die Samen enthalten Endosperm.
In ihrer natürlichen Umgebung wird die Frucht von vielen waldbewohnenden Tierarten verzehrt, darunter Elefanten, Orang-Utans, Ratten etc. Die Tiere sorgen für die Verbreitung der Samen.

#### Geschmack und Geruch
Das Fruchtfleisch ist süß und hat einen unvergleichlichen Geschmack. Da der sorten- und reifeabhängige aromatische Geruch nur ungewöhnlich langsam verfliegt und von manchen als unangenehm empfunden wird, hat er eine polarisierende Wirkung. Der Geschmack wird beschrieben als an Walnuss und Vanille erinnernd, jedoch mit einer kräftig fruchtigen Kopfnote und einem deutlichen zwiebligen Geschmacksanteil. Der Geruch der Durianfrucht wird als lauch- und käseartig beschrieben. Er wird vorwiegend durch Dithiohalbacetale und andere schwefelhaltige Verbindungen verursacht. Insgesamt wurden bisher ungefähr zweihundert Verbindungen gefunden, die unterschiedlich stark zum Geruch beitragen. Darunter befindet sich die Verbindung 1-Ethylsulfanyl-ethanthiol, deren Geruch an Röstzwiebel erinnert. Sie ist zum Beispiel aus dem Lauch bekannt, wurde aber bisher in keiner anderen Frucht als in der des Durianbaums beobachtet.

### Konsum und Verarbeitung
Es gibt Verkostungen der unterschiedlichen Sorten und Provenienzen, vergleichbar mit Weinproben im europäischen Raum. Diese Durianverkostungen und die Durianfeste in den Anbauregionen, die alljährlich stattfinden, ziehen aus aller Welt Liebhaber dieses von manchen als „König der Früchte“ bezeichneten Exoten an. In den Hauptanbauländern wie Malaysia oder Thailand gibt es viele unterschiedliche Sorten, die sehr geschätzt werden und entsprechende Preise erzielen. Haupthandelszentrum für Durian-Früchte ist Singapur.
Frische Durian-Früchte findet man in Europa am ehesten in asiatischen Geschäften in Metropolen mit großem asiatischen Bevölkerungsanteil, wie London; ansonsten werden sie in Europa nur selten frisch angeboten, meist nur in großen Feinkostabteilungen. In asiatischen Geschäften finden sich des Öfteren jedoch tiefgefrorene ganze Früchte, Durian-Segmente (Samen mit Fruchtfleisch) sowie gefrorenes Fruchtfleisch.
Zum Verzehr öffnet man die ganze Frucht an den Nähten und entnimmt die vom Fruchtfleisch umhüllten Samen aus den einzelnen Kammern; man trennt das Fruchtfleisch vom Samenkern ab. Die Früchte sollten bei Kauf unversehrt sein; überreife Durianfrüchte öffnen sich von selbst, worunter der Geschmack leidet, auch zieht der dann extreme Duft möglicherweise Insekten an. In Singapur werden nach dem Genuss von Durian häufig Mangostanfrüchte verzehrt, da sie helfen sollen, die etwas schwer bekömmliche Durian besser zu verdauen.

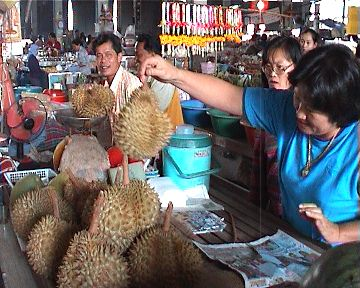
Durian-Früchte auf einem Markt.
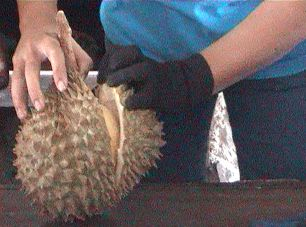
Öffnen einer Durianfrucht
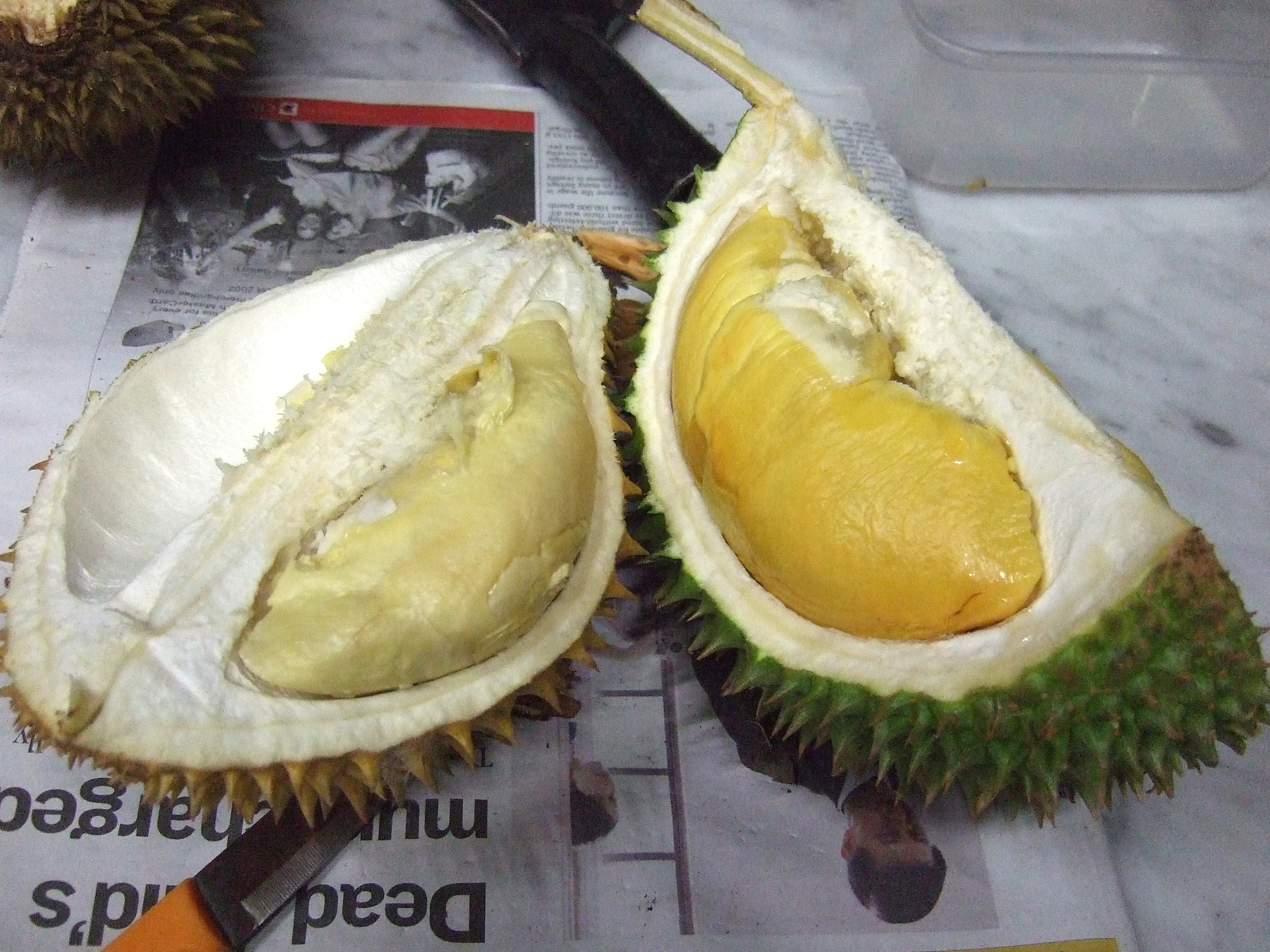
Vergleich von zwei Sorten. Gut zu erkennen sind Fruchtschale und die Fruchtkammern, die den Arillus enthalten.
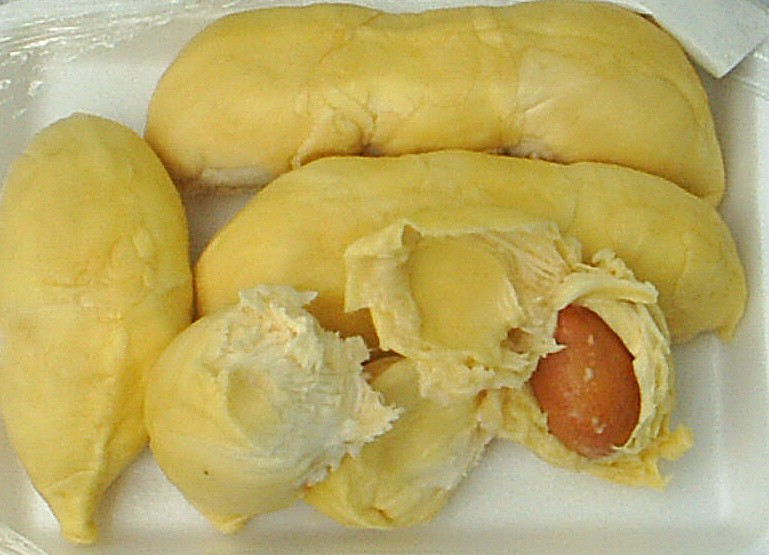
Durian-Segmente werden auch portionsweise verkauft (teils tiefgefroren).

Neben dem Rohverzehr dienen Durianfrüchte zur Herstellung von Marmelade, Kuchen, Speiseeis, Fruchtsaft, Erfrischungsgetränken und Currygerichten. Die Samen werden in den Anbauländern ebenfalls zubereitet, z. B. dünn geschnitten und geröstet als eine Art Chips.
Es wird vor dem Genuss von Alkohol zusammen mit Durian gewarnt, da dies zu krampfartigen Bauchschmerzen führen kann. Medizinische Untersuchungen zu dieser Frage brachten bisher kein eindeutiges Ergebnis, legen aber den Schluss nahe, dass keine schädigende Wechselwirkung zu erwarten ist, die Beschwerden sind vorübergehend.
Medizinisch liegt der Grund für die Alkoholunverträglichkeit in der Hemmung des zum Abbau von Alkohol notwendigen Enzyms Aldehyd-Dehydrogenase (ALDH) (Hemmung der Enzymaktivität um 81,5 %). Dabei wird der Trinkalkohol (Ethanol) zunächst zu giftigem Acetaldehyd abgebaut. Hierzu werden Alkoholdehydrogenasen (ADH) benötigt. Im zweiten Schritt wird das Acetaldehyd durch ALDH zu Essigsäure oxidiert. Wird das Enzym ALDH gehemmt, wie z. B. durch den Genuss von Durian (oder, mit noch stärkerem Effekt, durch manche Pilze), werden diese Giftstoffe nicht oder nur verzögert abgebaut, wodurch die entsprechenden Beschwerden erklärt werden können. Im Fall der Durianfrucht sind Schwefelverbindungen für die Hemmung verantwortlich.

### Holz
Das Holz des Durianbaumes hat eine mittlere Rohdichte (r15) von 0,69 g/cm³ und wird zu den leichteren Harthölzern Südostasiens gerechnet. Das Holz ist mäßig bis gut physikalisch belastbar, aber wenig dauerhaft, sowie wenig resistent gegen Holzschädlinge. Es ist leicht zu bearbeiten und wird unter anderem zur Herstellung von Tür- und Fensterrahmen, Fußböden usw. verwendet. Unter anderem dient es auch zur Herstellung von Spielzeug.

### Verwendung in der Heilkunst
In der Volksmedizin werden Blätter, Früchte, Rinde und Wurzeln des Durianbaumes bei Fieber und Hepatitis verwendet, die Früchte als Stärkungs- und Potenzmittel (Aphrodisiakum).

### Durian-Frucht im Hotel und in öffentlichen Verkehrsmitteln
Aufgrund der Geruchsbelästigung ist die Mitnahme von Durianfrüchten in Hotels oder Flugzeugen meist nicht gestattet. Setzt sich der Geruch erst einmal fest, ist es schwierig, ihn wieder loszuwerden. Deshalb ist es in Hotels üblich, bei Verstoß gegen das Durian-Verbot das Zimmer für eine weitere Woche bezahlen zu müssen. In Singapur ist auch das Mitführen von Durians in der MRT (U-Bahn) untersagt, worauf entsprechende Schilder hinweisen; auf eine Strafe wird allerdings verzichtet. In Malaysia ist das Mitführen dieser Frucht in Zügen und Flugzeugen ebenfalls untersagt.
Im November 2018 sorgten im indonesischen Jakarta mehrere Tonnen Durian, die im Frachtraum einer Maschine der Sriwijaya Air verstaut worden waren, für Tumulte unter den aufgebrachten Passagieren. Das Flugzeug konnte erst mit einstündiger Verspätung starten, nachdem die Früchte wieder ausgeladen worden waren.

### Evakuierungen wegen Durian-Früchten
Die in der Frucht („Stinkfrucht“) enthaltene Aminosäure Ethionin führt zur Freisetzung der Verbindung Ethanthiol, die aufgrund ihres auch in geringen Konzentrationen wahrnehmbaren unangenehmen Geruchs zur Odorierung von Flüssiggas verwendet wird. Daher lösen Durianfrüchte gelegentlich Fehlalarme wegen vermeintlicher Gaslecks aus:
- Im Mai 2019 musste eine Bibliothek der University of Canberra wegen eines vermeintlichen Gaslecks geräumt und von der Feuerwehr durchsucht werden. Grund war eine zurückgelassene Durianfrucht.[17]
- Im Juni 2020 sorgte ein Paket mit vier Durianfrüchten in Schweinfurt für einen Großeinsatz von Polizei, mehreren Feuerwehren und Rettungsdiensten. Ein Gebäude der Deutschen Post wurde komplett geräumt. Zwölf Mitarbeiter mussten wegen Übelkeit medizinisch versorgt werden, sechs davon wurden vorsichtshalber ins Krankenhaus eingeliefert.[18] Auch ausländische Medien berichteten über den Vorfall.[19][20]
- Am 13. April 2021 bemerkten Mitarbeiter des Hauptpostamts Aachen einen vermeintlichen Gasgeruch. Das Gebäude wurde evakuiert, die Gasversorgung abgestellt, und die Feuerwehr betrat das Gebäude mit Atemschutzmasken. Als Ursache des Geruchs wurde eine Durianfrucht in einem Paket identifiziert.[21]

## Heimat und Anbaugebiete
| Rang | Land       | Jahres- produktion (t) |
| ---- | ---------- | ---------------------- |
| 1    | Thailand   | 950.000                |
| 2    | Malaysia   | 400.000                |
| 3    | Indonesien | 200.000                |

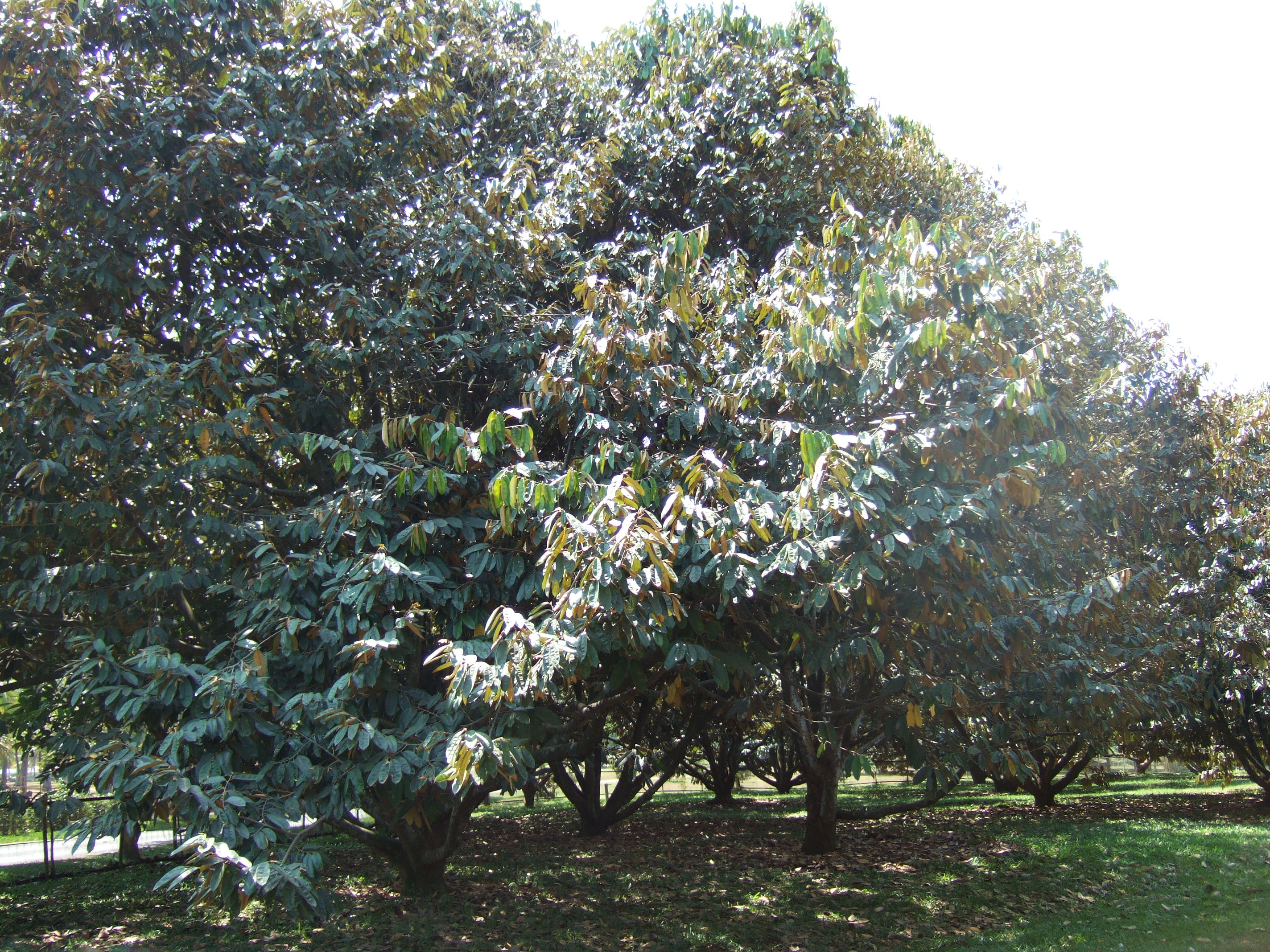
Habitus des Durianbaumes in einer Plantage

Die natürliche Heimat von Durio zibethinus sind wohl die Malaiische Halbinsel sowie die Inseln Borneo und Sumatra.
Es werden Ausleseformen in vielen Gebieten der Tropen angebaut, besonders auf dem Indischen Subkontinent, in Indochina und Malesien. Man findet den Durianbaum beispielsweise in Thailand, Vietnam, auf den Philippinen, aber auch in den tropischen Ländern Afrikas und sogar in Queensland in Australien. Hauptproduzentenländer sind Thailand, gefolgt von Malaysia und Indonesien.
Die meisten Durians werden für den lokalen frischen Konsum angebaut. Thailand ist der größte Exporteur. Etwa 10 % (80.000 t) des thailändischen Anbaus gingen im Jahr 1996 in den Export. Hauptabnehmerländer waren Taiwan, das benachbarte Malaysia, die Volksrepublik China, die Vereinigten Staaten, Hongkong, Singapur. In die Nachbarländer wurden überwiegend frische Durians exportiert, in die Vereinigten Staaten gefrorene Früchte.

### Namensgebung
Der Name der stacheligen Durian-Frucht wird vom malaiischen Wort duri, das „Stachel“ oder „Dorn“ bedeutet, abgeleitet.

## Taxonomie
Die Erstveröffentlichung von Durio zibethinus erfolgte 1774 durch Carl von Linné in Johan Andreas Murray (Hrsg.): Systema Vegetabilium Secundum Classes Ordines Genera Species cum Characteribus et Differentiis. Editio decima tertia … Gottingae. S. 581; Murray schreibt im Vorwort, dass alle Namen von Linné stammen. Ein Homonym ist Durio zibethinus Moon (veröffentlicht in Alexander Moon: A Catalogue of the Indigenous and Exotic Plants Growing in Ceylon 1824, S. 56.)